# Bécheresse
Bécheresse ist eine französische Gemeinde mit 292 Einwohnern (Stand 1. Januar 2022) in der Region Nouvelle-Aquitaine in Frankreich. Die Bewohner nennen sich Bécheressiens. 

## Geografie
Im Gemeindegebiet von Bécheresse entspringt der Fluss Né.
Zu Bécheresse gehören die Ortsteile Chez Bautrit, Le Maine Cité und Les Comps.
Die Nachbargemeinden sind Plassac-Rouffiac im Norden, Voulgézac im Osten, Pérignac im Süden, Coteaux-du-Blanzacais mit Blanzac-Porcheresse im Südwesten und Champagne-Vigny im Westen.

## Demografie
Im Jahr 1793 lebten in Bécheresse rund 700 Personen. Im 19. und in der ersten Hälfte des 20. Jahrhunderts nahm die Anzahl der Einwohner stets ab.
| Jahr      | 1962 | 1968 | 1975 | 1982 | 1990 | 1999 | 2007 | 2017 |
| --------- | ---- | ---- | ---- | ---- | ---- | ---- | ---- | ---- |
| Einwohner | 270  | 259  | 218  | 246  | 217  | 207  | 231  | 290  |